# Jiří Kylián
Jiří Kylián (Praga, 21 de marzo de 1947) es un coreógrafo checo afincado en Países Bajos. Con Hans van Manen es el principal exponente de la escuela holandesa de ballet, que tuvo gran prestigio especialmente en los años 1980.

## Biografía
Estudió en Praga y, con 20 años, ganó una beca para el Royal Ballet School de Londres. En 1968 ingresó en el Ballet de Stuttgart, trabajando con John Cranko. Allí se inició como coreógrafo: su primera obra, Paradox (1970), fue creada para la Sociedad Noverre que dirigía Cranko. En 1974 estrenó Sinfonietta, su obra más conocida, con música de Leoš Janáček, donde presentó una innovadora coreografía con una variada mezcla de estilos (clásico, contemporáneo y folklórico), de gran lirismo y musicalidad. En 1976 se convirtió en director artístico del Nederlands Dans Theatre. Su obra Symphony of Psalms ganó en 1978 el Olivier Award en Londres. En 1992 creó su propia compañía. En 2008 la reina Beatriz le entregó la Medalla de Honor de Artes y Ciencias.

## Obra
- Paradox (1970)
- Nomaden
- Black and White
- Sinfonietta (1974)
- Dream Dances
- Forgotten Land
- Stamping ground
- Bella Figura
- One of a Kind
- Symphony of Psalms (1978)
- Petite Mort
- Silent Cries (1986)
- Sleepless
- Birth-day (2001)
- Tar and Feathers (2005)
- Vanishing Twin (2008)
- Gods and Dogs (2008)
- Last Touch First (2009)
- Towanda (2009)
- Zugvögel (2009) Bayerisches Staatsballett Múnich
- Mémoires d'oubliettes (2009) Nederlands Dans Theater (NDT I)
- Anonymous (2011) Kylworks
- East shadow (2013) Aichi Mini Theatre
- Fortune cookies (2014) Kylworks